# アナスタシヤ・ヤロスラヴナ
アナスタシヤ・ヤロスラヴナ（ウクライナ語: Анастасія Ярославна、ハンガリー語: Anasztázia、1023年頃 - 1094年以前）はキエフ大公ヤロスラフ1世とインゲゲルド(ru)との間の娘である。ハンガリー王アンドラーシュ1世と結婚し、1046年から1061年にかけてのハンガリー王妃であった。姉妹にはフランス王妃となったアンナ、ノルウェー王妃となったエリザヴェータがいる。
なお、彼女の名前はルーシの年代記には記されておらず、ハンガリーの年代記においても「ルーシのクニャージ（公）の娘」という記述になっている。アナスタシヤという名前は、後世（15世紀）のポーランドの歴史家ヤン・ドゥウゴシュの仮説に拠るものである。

## 生涯

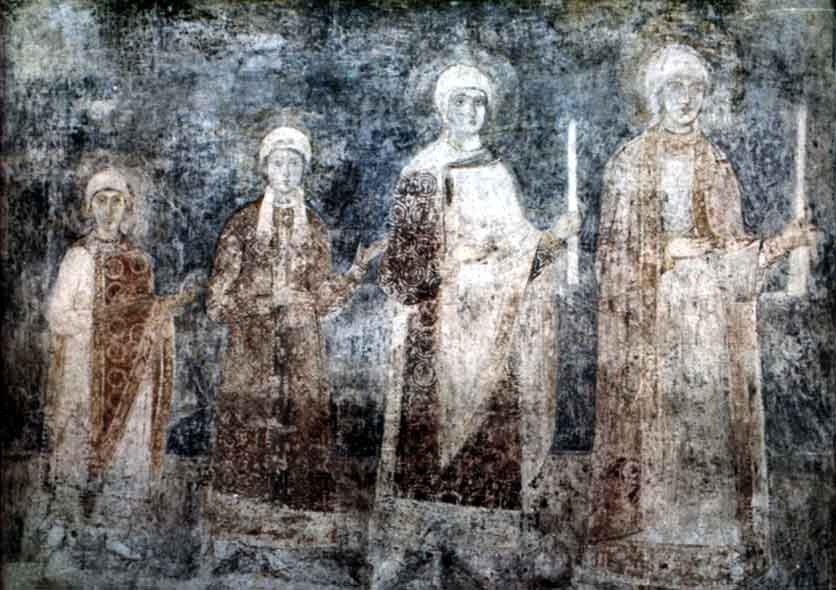
ヤロスラフ1世の娘たちを描いたフラスコ画。アンナ、エリザヴェータ、アナスタシヤと、もう1人はエドワード・アシリングの妻となるアガサ(ru)と推定されている。
（キエフ・聖ソフィア大聖堂、11世紀）

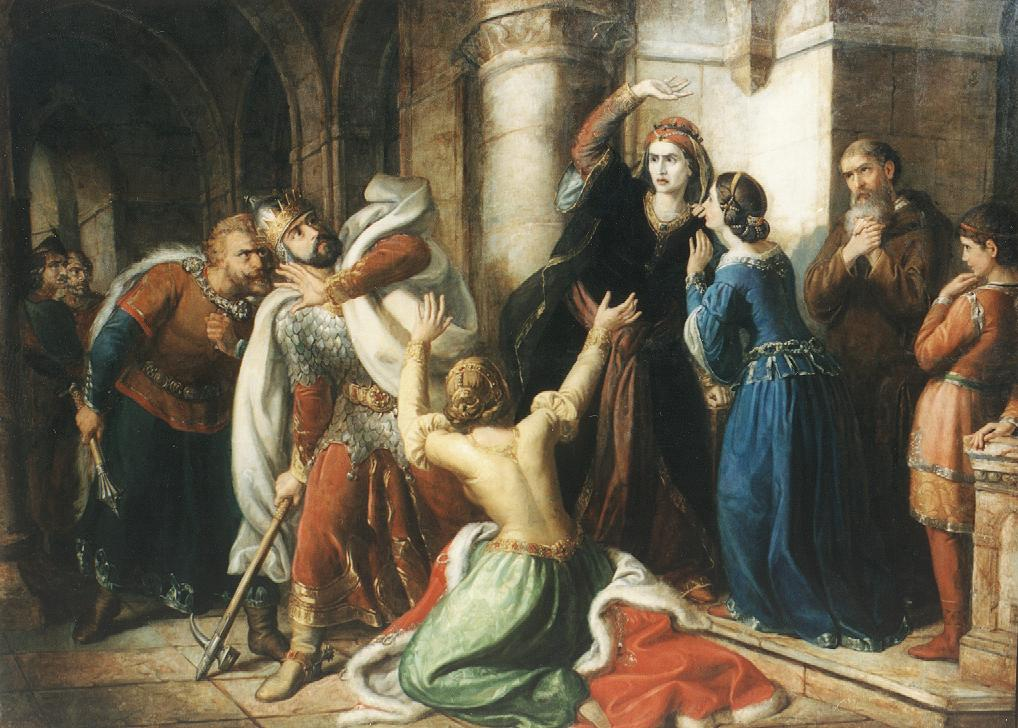
1074年のシャラモンとの諍いを描いた絵。アナスタシヤ（黒服の女性）がシャラモンに呪いの言葉を吐きかけている。背を向けている女性はシャラモンの妻。
（Orlai Petrich Soma、1857年）

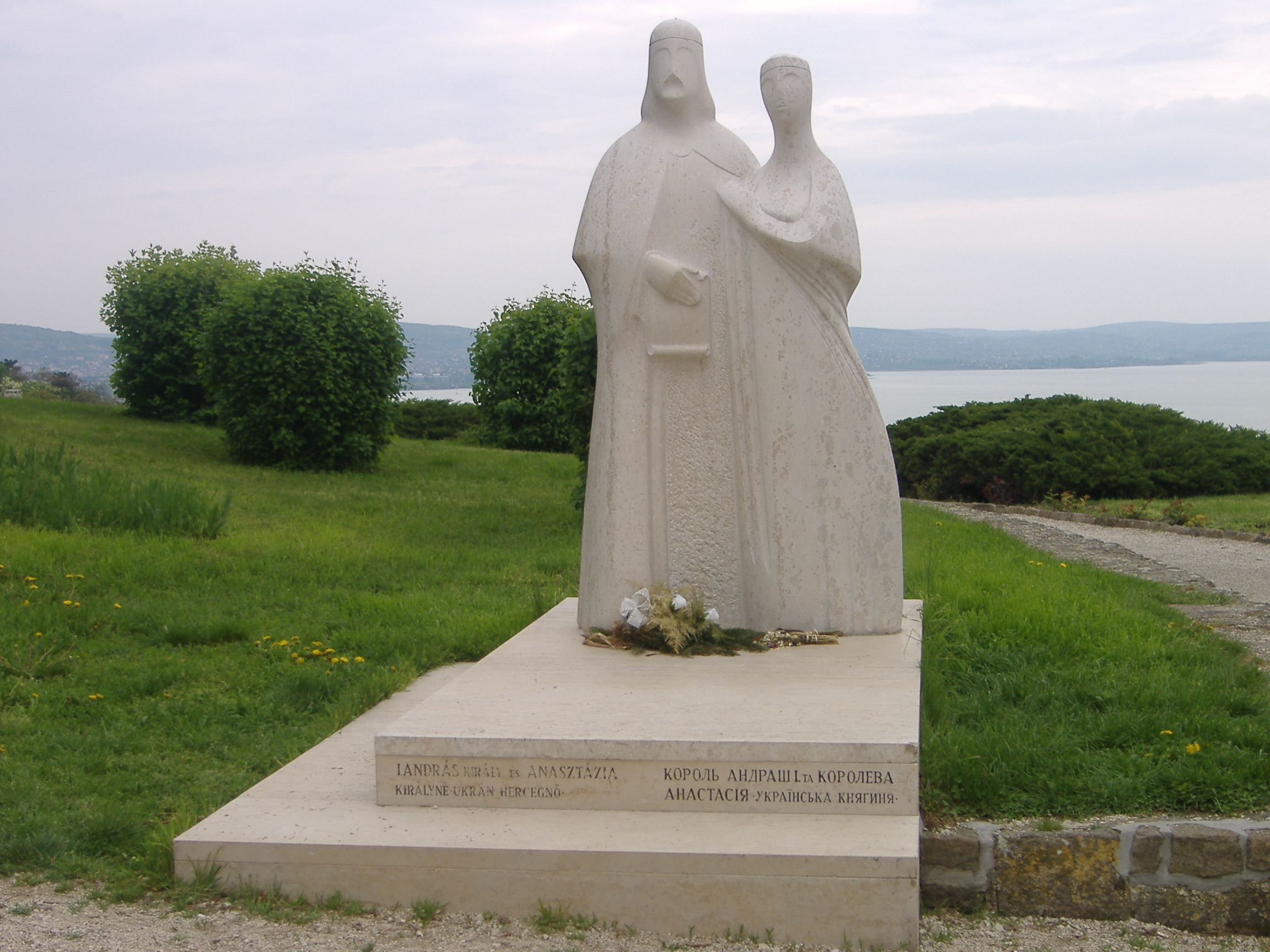
アナスタシヤとアンドラーシュ1世の記念碑。台座にはハンガリー語とウクライナ語により、「ハンガリー王アンドラーシュ1世とウクライナの公女のアナスタシヤ王妃」という文字が刻まれている。
（ハンガリー・Tihany(hu)）

アナスタシヤは1038年頃、ハンガリー王イシュトヴァーン1世の相続争いに端を発する迫害から逃れてキエフへと来ていたアンドラーシュ（後のハンガリー王アンドラーシュ1世。この時点では身分は公爵）と結婚した。1046年、夫のアンドラーシュはアナスタシヤを伴いハンガリーへと帰国し、王位を奪ってハンガリー王となった。アナスタシヤは1053年に息子のシャラモンを産んだ。しかしシャラモンの誕生は、夫のアンドラーシュと、シャラモン誕生まではアンドラーシュの相続人の地位にあった弟のベーラとの間に確執を生むことになった。
1060年、ベーラはアンドラーシュに対して蜂起した。アンドラーシュはベーラに敗れ、その後まもなくして死亡した。1060年12月6日にベーラはハンガリー王に即位し（ベーラ1世）、アナスタシヤは子供たちと共にバイエルンへの亡命を余儀なくされた。亡命先において、アナスタシヤはシャラモンの婚約相手のユディト(ru)の兄である、ローマ王（ドイツ王）ハインリヒ4世の支援を求めた。1063年にベーラが死亡し、ベーラの子たちもまたポーランドに亡命した後に、ドイツ軍がハンガリーに侵攻し、新たなハンガリー王としてシャラモンが王位に就くことが宣言された。この支援の返礼として、アナスタシヤはバイエルン公オットーに、フン族の総帥アッティラの所有物であったという伝説を持つ、ハンガリー王家の宝物の「アッティラの剣」を贈与した。
ただし、シャラモンの統治期間はベーラの子のゲーザ、ラースロー兄弟との王位を巡る争いによって不安定な情勢が続いた。また、この時期にはアナスタシヤはシャラモンとの間に意見の不一致が生じ、1074年にシャラモンが母に対し手を上げたこと、ドイツの伯爵と2度目の結婚をしたことが知られている。
アナスタシヤの死は1094年以前のことである（この年に、すでに死んでいたことが言及されている）。言い伝えでは、アナスタシヤはアドモント(ru)（現オーストリア・シュタイアーマルク州）の修道院で死亡したと言われる。現在ハンガリーのバラトン湖の近くの山には、アンドラーシュ1世とアナスタシヤの記念碑が建立されている。

## 子女
シャラモン以外のアナスタシヤの子には、シャラモンの弟にあたるダーヴィド(en)がいる。また、ボヘミア王ヴラチスラフ2世の妻のアデルハイド(ru)は、おそらくアナスタシヤの子であると考えられている。